# Selliguea hellwigii
Selliguea hellwigii är en stensöteväxtart som först beskrevs av Friedrich Ludwig Diels och som fick sitt nu gällande namn av Peter Hans Hovenkamp.
Selliguea hellwigii ingår i släktet Selliguea och familjen Polypodiaceae. Inga underarter finns listade i Catalogue of Life.